# 石田洸介
石田 洸介（いしだ こうすけ、2002年8月21日 - ）は、福岡県遠賀町出身の日本の陸上競技選手。専門は長距離走。SUBARU陸上競技部に所属。

## 経歴

### 中学時代まで
遠賀町浅木小5年生の時に芦屋JCで本格的に陸上競技を始める。
北九州市立浅川中学校に進学し、1年次、2年次とジュニアオリンピック1500mで優勝を果たす。3年次には全日本中学校陸上競技選手権大会にて1500mと3000mの二冠を達成。1500mのタイムは3分54秒34の大会新記録であった。その後も自身の記録を更新し、10月に行われたジュニアオリンピックでは3000mに出場し、8分17秒84の中学新記録で優勝した。さらに、12月に行われた日体大長距離記録会5000mで非公認ながら14分32秒44を記録した。
これにより石田は1500mと3000mおよび5000mの3つの種目で中学新記録を叩き出し、“スーパー中学生“と呼ばれた。
駅伝では、3年次の第23回天皇盃全国都道府県対抗男子駅伝競走大会に出場し、2区（3km）で15人を抜き、区間記録を6秒更新する区間新記録の快走で、チームの入賞に大きく貢献した。

### 高校時代
群馬県の東京農業大学第二高等学校に進学。1年生時は全国高等学校総合体育大会陸上競技大会や全国高等学校駅伝競走大会の出場を逃すなど、中学時代の快挙から一転して苦境に立たされたが監督からの支援により立ち直る。また、親元から離れて進学したため「ここでやめたら（両親が）悲しむ」という意識や、中学記録を作った「プライド」が支えになったと大学進学後に話している。
3年生時、2020年7月18日のホクレンディスタンスチャレンジ千歳大会の5000mに出場、高校日本記録を16年ぶりに更新する13分36秒89を記録した。さらに同年9月27日の東海大学記録会の5000mでは自身の記録を更新する13分34秒74を記録した。
2020年12月の第71回全国高等学校駅伝競走大会では1区を走ったが区間14位に終わり、「忘れちゃいけない悔しさだと思う」と後の取材で述べている。
2021年1月には、日本陸上競技連盟による2020年度の選手ファン投票において、中学・高校部門で1位となった。

### 大学時代
2021年4月から東洋大学に進学。海外に行くことも考えていたが、監督の酒井俊幸から「世界で戦える選手を育成したい」という方針の説明を受けたことで進学先に決めたと述べている。進学直後のインタビューでは2024年パリオリンピックにトラック種目で出場することを目指していると述べ、箱根駅伝にも「駅伝を走るためのスタミナはトラックでも重要な要素」という理由で出場を念頭に置き「往路に憧れがあるので、1区から4区までのどこかで勝負してみたい。最終的には区間記録を作りたいです。」と話している。
1年生の前半は高校時代からの負傷を引きずって満足に走れず、体作りのトレーニングに取り組んだ。8月の夏合宿から本格的な練習を再開した。
同年10月10日、大学駅伝デビュー戦となった第33回出雲駅伝の5区では4人抜きの快走で6位から2位に浮上。18分55秒のタイムで区間賞を獲得した。
同年11月7日、第53回全日本大学駅伝では4区へ出走。9位で襷を受けると8位へ順位を上げ、更に7位と4秒差まで追い上げる快走を見せ、青学大・髙橋勇輝と同タイムで区間賞を獲得した。
第98回箱根駅伝に向けては「1年生での三大駅伝区間賞達成」を期待する意見が見られたが、補欠登録のまま出走には至らなかった。監督の酒井は「調子が万全ではなかった。20キロという距離を考えた場合、他の選手を起用したということです」とその理由を説明し、「次回大会は1区で区間新記録を出した中大の吉居大和君と勝負してほしい」という期待を述べた。石田自身も20kmクラスの距離には不安があることを2022年の取材で認めており、「まだまだ弱点だらけなので、一つひとつ克服していきます」と述べている。
2年生時、第34回出雲駅伝では3区に出場。10位で襷を受けたものの区間9位にとどまり、順位を上げることはできなかった(東洋大は総合9位)。第54回全日本大学駅伝では2区に出走。出雲駅伝と同じく区間9位だったが6人を追い抜き15位から9位に押し上げた。東洋大は総合8位でフィニッシュし、シード権を獲得。第99回箱根駅伝に関しては「2区か4区」を希望していた。石田は希望通り2区に起用されたが、区間19位と振るわず17位から19位に後退した。東洋大学は石田の不調をその後の区間で挽回し、総合10位でシード権を確保した。石田は2023年2月のインタビューで2年生シーズンの駅伝について「何一ついい走りができず、申し訳ない気持ちでいっぱい。その中でも自分を起用していただいたことにとても感謝している。」と述べ、箱根の時にはレース前に「疲労で免疫力が低下していた」とコメントしている。
3年生時の第35回出雲駅伝、第55回全日本大学駅伝と第100回箱根駅伝は出場選手登録から漏れた。一方11月の川越ハーフマラソンは1時間17分44秒で完走した。監督の酒井は、2023年12月のWEB記事に掲載されたコメントで石田を「走るべき選手」の一人として挙げ、「レースに出るとそれなりの結果を求められる存在である」ため、体調が万全ではなかった後の「充電期間」として練習に取り組ませている状況であると述べた。のちに、前年度の不振から競技を退くことも考えるほど悩んでいたと報じられている。
4年時は5月9日の関東インカレの1部10000mに出場すると28分08秒29で6位(日本人4位)に入り3年半ぶりに自己ベストを更新した。
同年6月23日に開催された第56回全日本大学駅伝対抗選手権大会関東学生陸上競技連盟推薦校選考会の3組に出場し、組トップの28分58秒11で走り、チームの選考会突破に貢献した。しかし、夏合宿で故障したため調整メニューとなり、10月の第36回出雲駅伝には前年に続いて出場選手から漏れた。11月3日の第56回全日本大学駅伝には2年ぶりに出走して6区を担当したが、区間21位の結果に終わり、監督の酒井は「4年生はまだ復帰途中で、正直練習がまだ足りません。一番不足していたのが石田」とコメントした。石田は11月6日のナイキのコレクション発表会にゲストとして出席した際に「今は練習を積むだけという状況です」「これから箱根駅伝に向けてしっかりと練習を積んでいきたいと思います」と述べた。その第101回箱根駅伝では1区への出走が発表されるも、当日になってエントリーが変更され、前年に引き続いて出走なしに終わった。監督の酒井によると、12月にアキレス腱痛を発症してトレーニングが不十分だったため、当初から変更する予定だったという。大会後に石田は「大学４年間でやり残したことの答えをこれからの競技人生で見つけたい」とコメントした。

### 社会人時代
大学卒業前の2025年1月にSUBARUへの入社予定が報じられ、卒業後の同年4月1日にSUBARU陸上競技部に加入したことが発表された。

## 戦績

### 学生三大駅伝戦績
| 学年               | 出雲駅伝                    | 全日本大学駅伝               | 箱根駅伝                          |
| ------------------ | --------------------------- | ---------------------------- | --------------------------------- |
| 1年生 （2021年度） | 第33回 5区-区間賞 18分55秒  | 第53回 4区-区間賞 34分08秒   | 第98回 ― - ― 出走なし             |
| 2年生 （2022年度） | 第34回 3区-区間9位 24分38秒 | 第54回 2区-区間9位 32分21秒  | 第99回 2区-区間19位 1時間10分04秒 |
| 3年生 （2023年度） | 第35回 ― - ― 出走なし       | 第55回 ― - ― 出走なし        | 第100回 ― - ― 出走なし            |
| 4年生 （2024年度） | 第36回 ― - ― 出走なし       | 第56回 6区-区間21位 40分21秒 | 第101回 ― - ― 出走なし            |